# Hana Čutura
Hana Čutura (* 10. März 1988 in Zagreb) ist eine kroatische Volleyballspielerin.
Hana Čutura spielte in ihrer Jugend für die kroatischen Vereine HAOK Mladost Zagreb und MOK Zagreb, wo sie 2006 kroatischer Meister wurde. Auch spielte sie vielfach in der kroatischen Jugend- und Juniorinnen-Nationalmannschaft. Danach ging sie in die USA an die University of California, Berkeley. Von 2010 bis 2013 spielte die Außenangreiferin in der deutschen Bundesliga beim USC Münster. 2011 nahm sie mit der kroatischen Nationalmannschaft an der Europameisterschaft in Italien und Serbien teil. 2013/14 spielte sie in Japan bei den NEC Red Rockets. 2014 wechselte Čutura zum polnischen Verein Impel Wrocław, 2015 nach Aserbaidschan zu Lokomotiv Baku und 2016 nach Frankreich zu Volley-Ball Nantes. 2017 kehrte Čutura zurück in die polnische Liga zu Budowlani Łódź.
Hana Čuturas Vater Zoran spielte in der jugoslawischen Basketballnationalmannschaft und gewann bei den Olympischen Spielen 1988 die Silbermedaille. Ihre Mutter Gordana spielte früher in der kroatischen Volleyballnationalmannschaft.